# ایران کارتون
ایران کارتون وبگاه رسمی خانه کاریکاتور ایران است. این وبگاه به عنوان یکی از وبگاه‌های تخصصی کاریکاتور در ایران شناخته می‌شود. هم‌اکنون، مسعود شجاعی طباطبایی (کاریکاتوریست و گرافیست ایرانی) مدیر این وبگاه است. طبق آمار رتبه صفحه وبگاه بین‌المللی Alexa Internet، نزدیک به ۸۰۰ وبگاه ایرانی و خارجی به ایران کارتون پیوند داده‌اند.

## درون‌مایه
بخش‌های اصلی ایران کارتون عبارتند از:
- خانه
- هنرمندان ایرانی
- هنرمندان خارجی
- پیشینه دوسالانه
- گزارش
- اخبار
- مصاحبه
- گالری آثار
- گالری عکس
- دربارهٔ ما
- تماس با ما
- لینکستان
- مسابقات
- انیمیشن فلاش
- دفتر پیشنهادها

## رتبه صفحه
رتبه صفحه (Page Rank) ایران کارتون به استناد دو مرجع معتبر بین‌المللی:
- چک‌کننده رتبه صفحه گوگل:۴/۱۰[۱]
- الکسا: ایران:۶٬۳۶۷ جهان: ۲۶۱٬۸۵۶؛ پیوند به وبگاه: ۷۹۱[۲]

## افتخارات
- در سال ۲۰۱۲، طی یک نظرسنجی که از سوی سایت «کارتون نت ورک سنتر» برگزار شد، وبگاه ایران کارتون به عنوان بهترین وبگاه کاریکاتور دنیا معرفی شد.[۳]

## مجله ایران کارتون
مجله ایران کارتون عنوان یک مجله تخصصی کاریکاتور به دو زبان فارسی و انگلیسی است که از سوی خانه کاریکاتور ایران منتشر و برای کاریکاتوریست‌ها فرستاده می‌شود؛ و هم‌زمان، در وبگاه ایران کاریکاتور نیز به صورت رایگان در اختیار علاقه‌مندان است.